# Union Theological Seminary
Union Theological Seminary i New York er et uafhængig eksamensgodkendt teologisk universitet, beliggende på Manhattan, mellem Claremont Avenue og Broadway, 120th til 122nd Streets. Seminariet blev grundlagt i 1836 under Den presbyterianske Kirke, og er nu knyttet til det nærliggende Columbia University.
Bygningens murstens- og limstensfacade i engelsk-gotisk stil er tegnet af Francis R. Allen (1844-1931), og inkluderer tårnet, som har lighedspunkter med tårnet på Durham Cathedral.

## Teologer
- Paul Tillich (1886–1965), tysk-amerikansk teolog og kristen eksistentialistisk filosof.
- Dietrich Bonhoeffer (1906–1945), luthersk præst og teolog, og deltager i modstandsbevægelsen mod nazismen, studerede efter sin eksamen i Tyskland et år på UTS.

40°48′41″N 73°57′51″V / 40.81139°N 73.96417°V